# 六氟合镍(IV)酸钾
六氟合镍(IV)酸钾是一种镍的配合物，化学式为K
2NiF
6。它可由氟气氟化氯化钾和二氯化镍的混合物（2：1）制得。六氟合镍(IV)酸钾易与水反应，并放出氧气。但可溶于无水氟化氢生成亮红色溶液。在350℃以上真空加热分解：
{\displaystyle {\rm {\ 3K_{2}NiF_{6}{\xrightarrow {\Delta }}2K_{3}NiF_{6}+NiF_{2}+F_{2}}}}
六氟合镍(IV)酸钾是强氧化剂，可用它氧化五氟化氯和五氟化溴，生成ClF+
6和BrF+
6，这一点只有二氟化氪也能做到。
{\displaystyle {\rm {\ K_{2}NiF_{6}+5AsF_{5}+XF_{5}{\xrightarrow {aHF}}XF_{6}AsF_{6}+Ni(AsF_{6})_{2}+2KAsF_{6}}}}
（X为Cl或Br，无水氟化氢，-60℃）